# Чечельницька селищна територіальна громада
Чечельницька селищна територіальна громада — територіальна громада в Україні, в Гайсинському районі Вінницької області. Адміністративний центр — селище Чечельник.
Площа громади —  км², населення —  мешканців (2018).
Утворена 25 жовтня 2020 року шляхом об'єднання Чечельницької селищної ради та 10 сільських рад Чечельницького району.

## Населені пункти
- село Анютине
- село Білий Камінь
- село Бондурівка
- село Бритавка
- село Василівка
- село Вербка
- село Дохно
- село Жабокричка
- село Каташин
- село Куренівка
- село Луги
- село Новоукраїнка
- село Попова Гребля
- село Рогізка
- село Тарасівка
- село Тартак
- селище Чечельник